# Demonstrationsbetriebe Ökologischer Landbau
Die Demonstrationsbetriebe Ökologischer Landbau sind ein Netzwerk von 240 Bio-Bauernhöfen in Deutschland, die vom Bundesministerium für Ernährung und Landwirtschaft als Vorzeigebetriebe der ökologischen Landwirtschaft ausgewählt wurden. Dabei handelt es sich um landwirtschaftliche, garten-, obst- und weinbauliche Betriebe in allen Landschaftsräumen, die nach den Kriterien der EU-Öko-Verordnung zertifiziert arbeiten. Meist sind sie auch Mitglied in einem der deutschen Bioverbände, die die Anliegen und Interessen der Betriebe vertreten sowie die Einhaltung der strengeren Verbandsrichtlinien kontrollieren.

## Geschichte
Das Netzwerk der Demonstrationsbetriebe besteht seit 2002 und war ein Projekt des Bundesprogramms Ökologischer Landbau, das von der Bundesregierung unter Federführung der Verbraucherschutzministerin Renate Künast als Förderprogramm für ökologisch erzeugte Lebensmittel gegründet wurde. Aufgrund eines Beschlusses des Deutschen Bundestags vom 26. November 2010 hat sich das Bundesprogramm für andere Formen nachhaltiger Landwirtschaft (BÖLN) geöffnet. Das Bundesprogramm wird von der Bundesanstalt für Landwirtschaft und Ernährung in Bonn umgesetzt.

## Aktivitäten
Die Veranstaltungen der Demonstrationsbetriebe sind überwiegend öffentlich und richten sich mit Hofführungen, Tagen der offenen Tür, Kinderprogrammen und besonderen Events vor allem an Verbraucher. Darüber hinaus sind die Demonstrationsbetriebe Ansprechpartner für Landwirte, die unter ähnlichen Voraussetzungen ökologischen Landbau betreiben oder dies anstreben.

## Koordinationsstelle
Das Netzwerk der Demonstrationsbetriebe schuf die Koordinationsstelle Demonstrationsbetriebe Ökologischer Landbau, um die Termine und Aktivitäten der Demonstrationsbetriebe überschaubar zu machen und die Höfe bei ihrer Öffentlichkeitsarbeit zu unterstützen. Aktuell ist damit die Bietergemeinschaft m&p: public relations GmbH und FiBL Projekte GmbH beauftragt. Die Koordinationsstelle versteht sich als Planungs-, Unterstützungs- und Steuerungseinheit für die Öffentlichkeitsarbeit des gesamten Netzwerkes. Sie fungiert als Informationsbörse für Interessierte, zum Beispiel bei der Auswahl eines passenden Betriebes für Besuchergruppen und übernimmt für die angeschlossenen Betriebe Betreuungs- und Beratungsaufgaben bei Veranstaltungen.

## Mitgliedsbetriebe
Unter den rund 200 Demonstrationsbetrieben befinden sich folgende Einrichtungen (Auswahl):
- Die Fleckenbühler
- Gut Adolphshof
- Gut Glüsig
- Dottenfelderhof